# Rebecca Patricia Armstrong
Rebecca Patricia Armstrong (en tailandés: รีเบคก้า แพทรีเซีย อาร์มสตรอง; nacida el 5 de diciembre de 2002), más conocida como Becky (en tailandés: เบคกี้), es una actriz, modelo y cantante tailandesa-británica.Armstrong comenzó su carrera como actriz con las series TharnType 2: 7 Years of Love. Sin embargo, alcanzó mayor reconocimiento por su papel en la serie Gap: The Series y en la comedia romántica Larga vida al amor.

## Primeros años
Armstrong nació el 5 de diciembre de 2002 en Bangkok, Tailandia. Su madre es tailandesa y su padre es británico. Tiene un hermano mayor que se llama Richie.La formación de Armstrong ha estado marcada por múltiples traslados internacionales. Comenzó su escolarización en Australia y más tarde se mudó a Tailandia, donde asistió a la Escuela Internacional de Shrewsbury. Posteriormente, se mudó a Nueva Zelanda y asistió a varias escuelas. Al regresar a Tailandia, se matriculó en la Academia Wattana Wittaya, donde tuvo que esforzarse para recuperar su fluidez en la lengua tailandesa. Su trayectoria educativa continuó en el Victoria College de Belfast, antes de regresar a la Escuela Internacional de Shrewsbury. En su último año de secundaria, Armstrong optó por estudiar Estudios Empresariales, Historia, Inglés y Arte Dramático.Armstrong estudia actualmente un doble grado en Derecho con especialización en Criminología y Psicología en la Universidad de Essex.

## Carrera
La carrera como actriz de Armstrong comenzó en 2020 cuando interpretó a "Thanya", un papel secundario en TharnType 2: 7 Years of Love, una secuela de la exitosa serie TharnType: The Series. Su participación en el elenco fue anunciada en mayo de 2020 a través de Twitter. La serie se estrenó en noviembre del mismo año. A principios de 2022, Armstrong interpretó el papel secundario de "Fon" en Secret Crush on You.
A finales de 2022, Armstrong interpretó su primer papel principal como "Mon" en la primera serie tailandesa de género Girls' Love, Gap: The Series. Gracias a este papel ganó fama internacional y múltiples premios. La serie superó los 800 millones de visitas en YouTube.
Armstrong interpretó a "Namo" en Larga vida al amor , una comedia romántica sobre una familia desestructurada que se estrenó en junio de 2023, protagonizada por Sunny Suwanmethanont y Araya A. Hargate. La película recaudó más de 100 millones de bahty es una de las películas tailandesas más taquilleras de 2023. La película se proyectó en varios países, incluyendo Estados Unidos y Brasil. La película se lanzó a nivel mundial en Netflix en octubre de 2023.
Armstrong protagonizó el cortometraje y vídeo musical No Worries, junto con LYKN, una banda de chicos bajo el estudio de producción musical Riser Music de GMMTV.
En 2024, Armstrong protagonizó la película romántica de ciencia ficción Uranus2324, la primera película tailandesa ambientada en el espacio y el drama romántico de época The Loyal Pin. También se anunció que formará parte del elenco principal del drama de vampiros Vamp The Series.

## Vida personal
Becky Armstrong se describe a sí misma como una persona aventurera, con afición a deportes como el fútbol, el tenis, el tiro con arco, box y artes marciales. Además, ha expresado su fascinación por los tiburones y la biología marina.

Armstrong tiene como mascota un bulldog francés llamado Bonbon.
Durante este año 2024 la familia dio la bienvenida a un bulldog francés llamado boba.

## Filmografía

### Películas y cortometrajes
| Año  | Título             | Personaje | Notas            | Ref.   |
| ---- | ------------------ | --------- | ---------------- | ------ |
| 2023 | Larga vida al amor | Namo      | Papel secundario | [ 25 ] |
| 2023 | No Worries         | Becky     | Cortometraje     | [ 26 ] |
| 2024 | Uranus2324         | Kath      | Protagonista     | [ 27 ] |

### Televisión
| Año  | Título                       | Personaje               | Notas            | Ref.   |
| ---- | ---------------------------- | ----------------------- | ---------------- | ------ |
| 2020 | TharnType 2: 7 Years of Love | Thanya                  | Papel secundario | [ 28 ] |
| 2022 | Secret Crush on You          | Fon                     | Papel secundario | [ 29 ] |
| 2022 | Gap: The Series              | Mon                     | Protagonista     | [ 30 ] |
| 2024 | The Loyal Pin                | Anilaphat               | Protagonista     | [ 31 ] |
| 2024 | Cranium                      | Busaya Methin, PhD      | Protagonista     | [ 32 ] |
| 2025 | The Air: 4 Elements          | Princesa Blue de Helena | Protagonista     |        |

## Premios y nominaciones
| Año  | Premio                | Categoría                                     | Nominada por    | Resultado | Ref.   |
| ---- | --------------------- | --------------------------------------------- | --------------- | --------- | ------ |
| 2023 | Huading Awards        | Actriz más Popular en una Serie de Televisión | Gap: The Series | Nominada  | [ 33 ] |
| 2023 | Kazz Awards           | Mujer Revelación del Año                      |                 | Ganadora  | [ 34 ] |
| 2023 | Kazz Awards           | Pareja del Año                                | Gap: The Series | Ganadora  | [ 34 ] |
| 2023 | Maya TV Awards        | Actriz Revelación del Año                     |                 | Nominada  | [ 35 ] |
| 2023 | Maya TV Awards        | Pareja del Año                                | Gap: The Series | Ganadora  | [ 35 ] |
| 2023 | Nine Entertain Awards | Premio del público                            | Gap: The Series | Ganadora  | [ 36 ] |
| 2023 | Feed Y Capital Awards | Actriz más Popular                            | Gap: The Series | Ganadora  | [ 37 ] |
| 2023 | Feed Y Capital Awards | Pareja más Popular                            | Gap: The Series | Ganadora  | [ 37 ] |
| 2023 | HOWE Awards           | Premio a la Mejor Pareja                      | Gap: The Series | Ganadora  | [ 38 ] |